# Taphozous achates
Taphozous achates es una especie de murciélago de la familia Emballonuridae.

## Distribución geográfica
Es endémica de Indonesia, se puede encontrar en las islas de Savu, Roti y Semau y posiblemente en Timor.